# 托马斯·索梅尔·阿诺尔森
托马斯·索梅尔·阿诺尔森（丹麥語：Thomas Sommer Arnoldsen，2002年1月11日—），丹麦男子手球运动员，2019年欧洲青年夏季奥林匹克运动会男子铜牌得主、2024年夏季奥林匹克运动会男子金牌得主。